# 皿倉山纜車

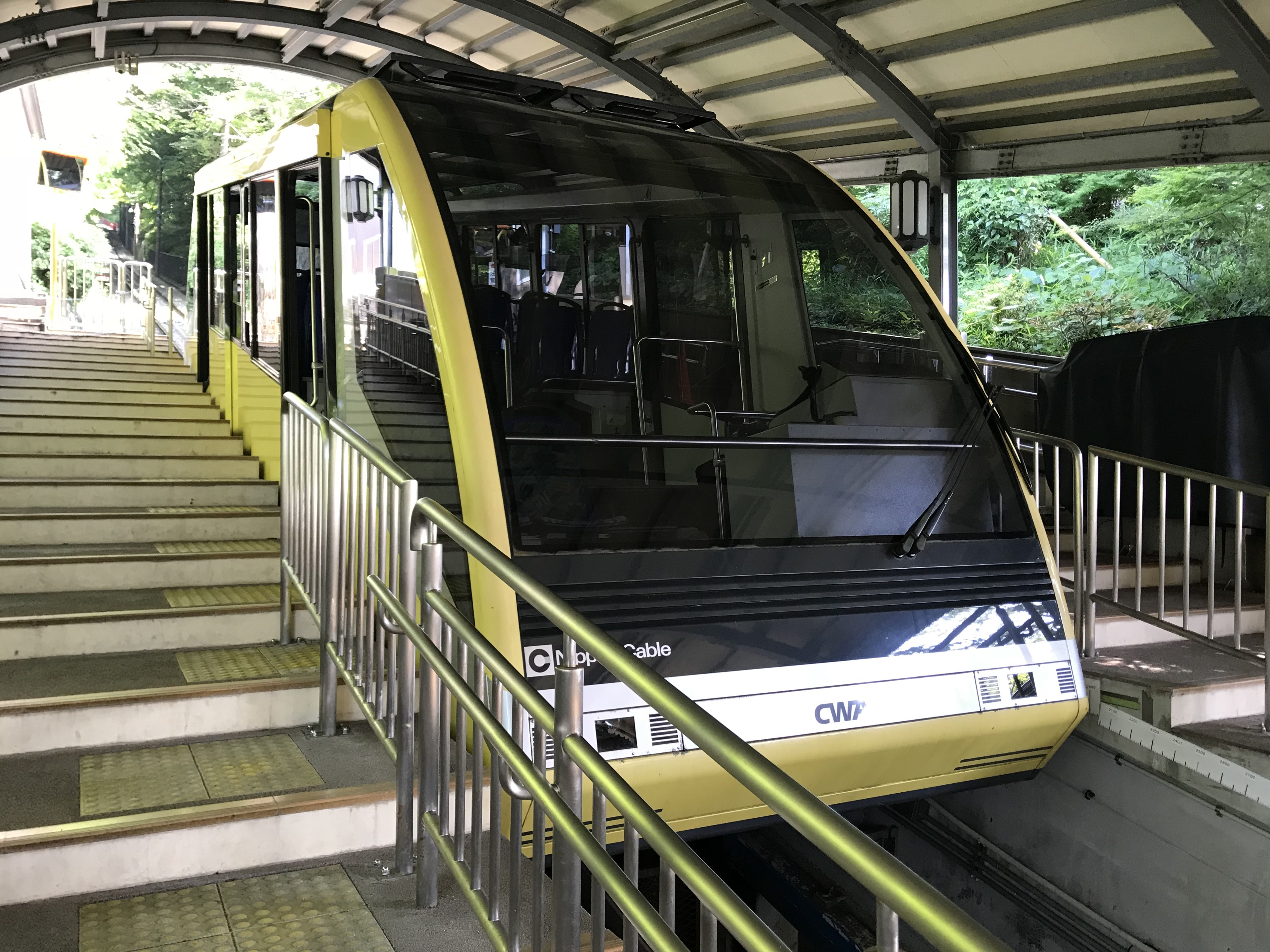
在山麓站停靠的纜車 (2018年6月)

皿倉山纜車（日语：／ Sarakurayama kēburukā */?）是日本福岡縣北九州市八幡東區帆柱連山主峰皿倉山的纜車系統，由皿倉登山鐵道經營，路線全長1.1公里，軌距1067mm，高低差約440米。纜車每隔20至30分運行一班，所需時間7分。6月24日至8月31日及週末和假日的營業時間是10:00至21:30，平日的營業時間是10:00至18:00

## 車站列表
山麓站 - 山上站